# Nguyễn Văn Thanh (trung tướng)
Nguyễn Văn Thanh (sinh 1956), là một sĩ quan cấp cao trong Quân đội nhân dân Việt Nam, hàm Trung tướng, nguyên là Chính ủy Quân chủng Phòng không - Không quân, Bí thư Đảng ủy Quân chủng phòng không - không quân (2011–2016).
Ngày 27/07/2018, ông bị Ủy ban Kiểm tra Trung ương thi hành kỷ luật cảnh cáo.

## Thân thế và sự nghiệp
Nguyễn Văn Thanh sinh ra tại xã Phúc Thành, huyện Kim Thành, tỉnh Hải Dương ,
Ông có bằng cử nhân quân sự.
Ngày 29 tháng 7 năm 1979, ông gia nhập Đảng Cộng sản Việt Nam. Ông có trình độ chính trị Cao cấp lí luận chính trị.
Năm 2009, ông được Thủ tướng thăng quân hàm từ Đại tá lên Thiếu tướng.
Năm 2011, được bổ nhiểm giữ chức Chính ủy Quân chủng Phòng không - Không quân, Bí thư Đảng ủy Quân chủng phòng không - không quân.
Từ 2011 đến 2016, ông là Đại biểu Quốc hội Việt Nam khóa 13 thuộc đoàn đại biểu thành phố Hà Nội, Thiếu tướng, Chính ủy Quân chủng Phòng không - Không quân, Bí thư Đảng ủy Quân chủng phòng không - không quân; Ủy viên Ủy ban Quốc phòng và An ninh của Quốc hội khóa 13,
Năm 2012, ông được thăng quân hàm Trung tướng.
Năm 2016, ông nghỉ hưu.

## Kỷ luật
Ngày 27/07/2018, ông bị Ủy ban Kiểm tra Trung ương thi hành kỷ luật cảnh cáo. Ông chịu trách nhiệm người đứng đầu về những vi phạm, khuyết điểm của Ban Thường vụ Đảng ủy nhiệm kỳ 2010-2015; chịu trách nhiệm trong việc xét duyệt danh sách hưởng chính sách nhà ở, đất ở của quân đội, trong đó có một số trường hợp không đúng đối tượng theo quy định.

## Lịch sử thụ phong quân hàm
- Thiếu tướng (2009)
- Trung tướng (2012)